# 二村愛
二村 愛（ふたむら あい、1976年7月26日 - ）は、日本の女優、声優。神奈川県出身。身長160cm。血液型はA型。桜美林大学卒業。ヘリンボーン所属。

## 主な出演作品

### 舞台
- Dotoo!公演
いたしかたない人々〜幕末奇想天外
天真で爛漫
仰げば尊し

### テレビアニメ
- OVERMANキングゲイナー（リュボフ・スメッタナ）